# 北海道道1028号森砂原線
北海道道1028号森砂原線（ほっかいどうどう1028ごう もりさわらせん）は、北海道茅部郡森町内を結ぶ一般道道（北海道道）である。

## 概要

### 路線データ
- 起点：北海道茅部郡森町字富士見町（国道5号交点）
- 終点：北海道茅部郡森町字砂原（国道278号交点）
- 総延長：14.300 km
- 実延長：13.470 km
- 重用延長：0.830 km

### 道路管理者
- 渡島総合振興局 函館建設管理部 八雲出張所

## 歴史
- 1983年（昭和58年）3月31日 - 路線認定[1]。

## 路線状況

### 重複区間
- 北海道道606号霞台森停車場線（字本町 - 字本町〔森駅〕）
- 北海道道794号森停車場線（字本町〔森駅〕 - 字森川町）

### 道路施設

#### 主な橋梁
- 鳥崎橋（65 m、鳥崎川、森町字鳥崎町 - 森町字本町）
- 尾白内橋（59 m、尾白内川、森町字港町 - 森町字尾白内町）

## 地理

### 通過する自治体
- 渡島総合振興局
  - 茅部郡森町

### 交差する道路
森町
- 国道5号 - 字富士見町（起点）
- 北海道道606号霞台森停車場線 - 字本町（重複）
- 北海道道794号森停車場線 - 字本町、字森川町（重複）
- 国道278号 - 字砂原（終点）

### 沿線にある施設など
森町
- JR北海道 函館本線 森駅
- JR北海道 函館本線 東森駅
- JR北海道 函館本線 尾白内駅

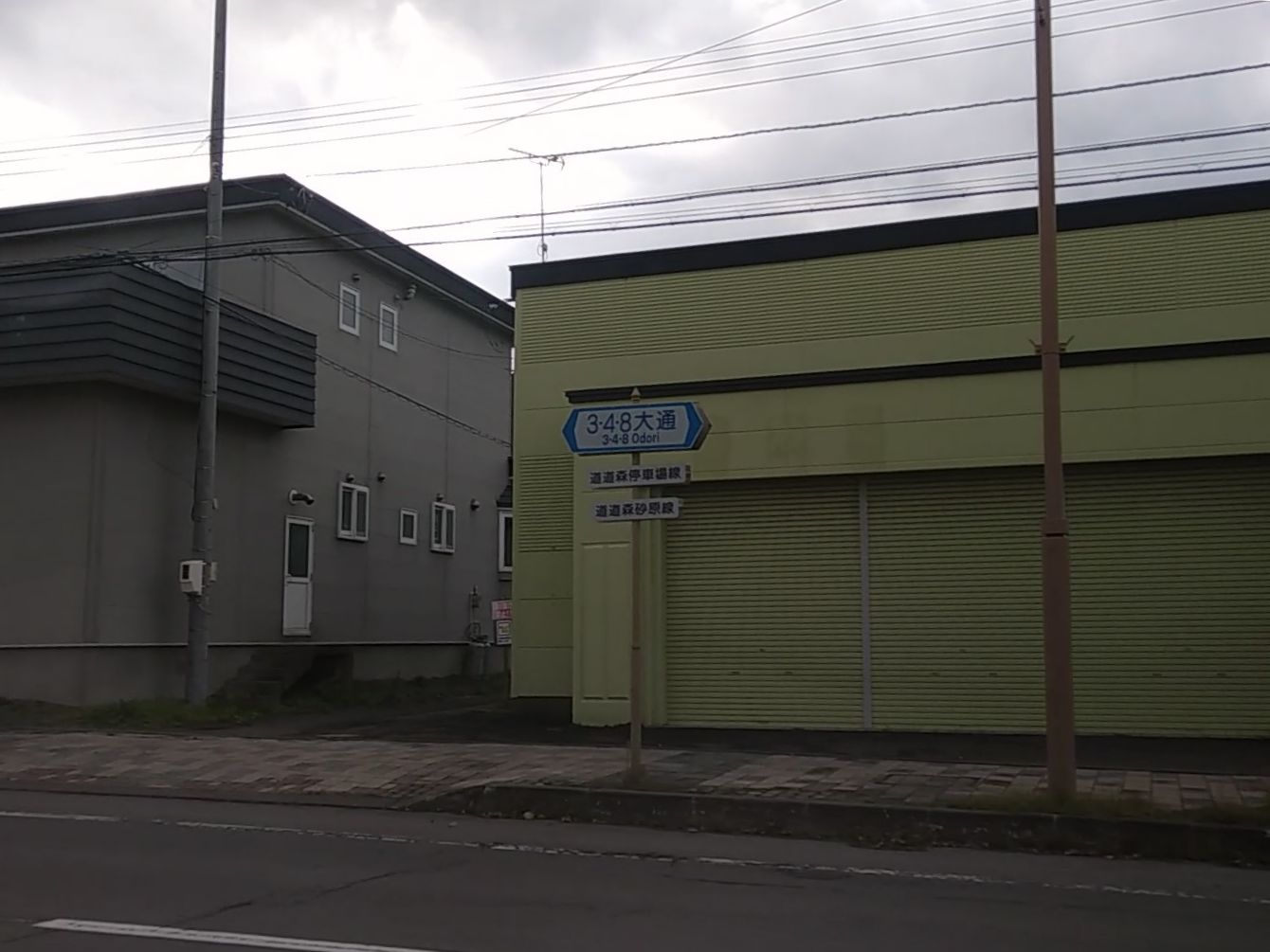
北海道道1028号森砂原線・北海道道794号森停車場線重複区間の道路の通称名（119-B）「3・4・8大通」及び路線名標識
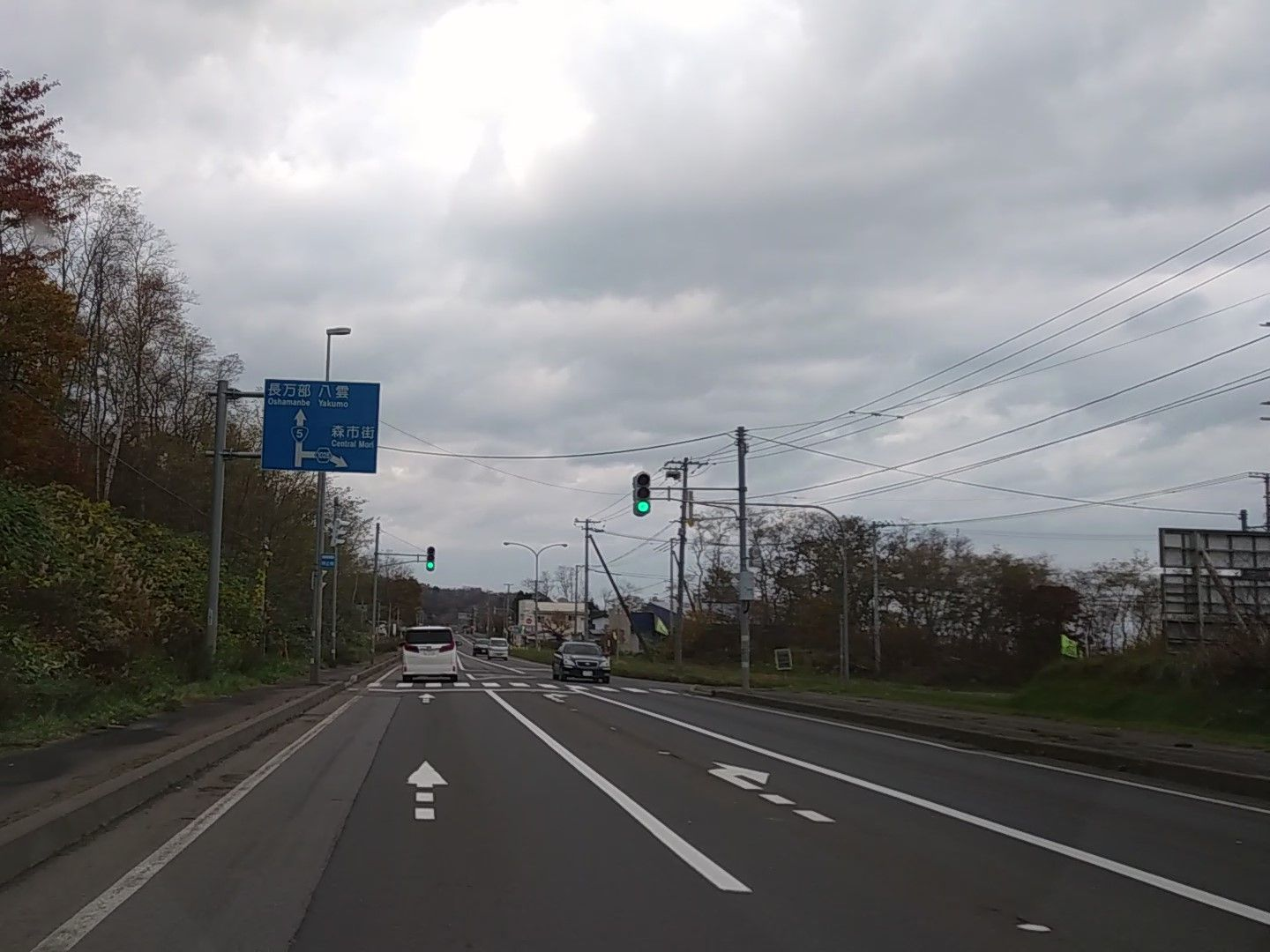
北海道道1028号森砂原線・国道5号交点（国道5号起点函館側から）
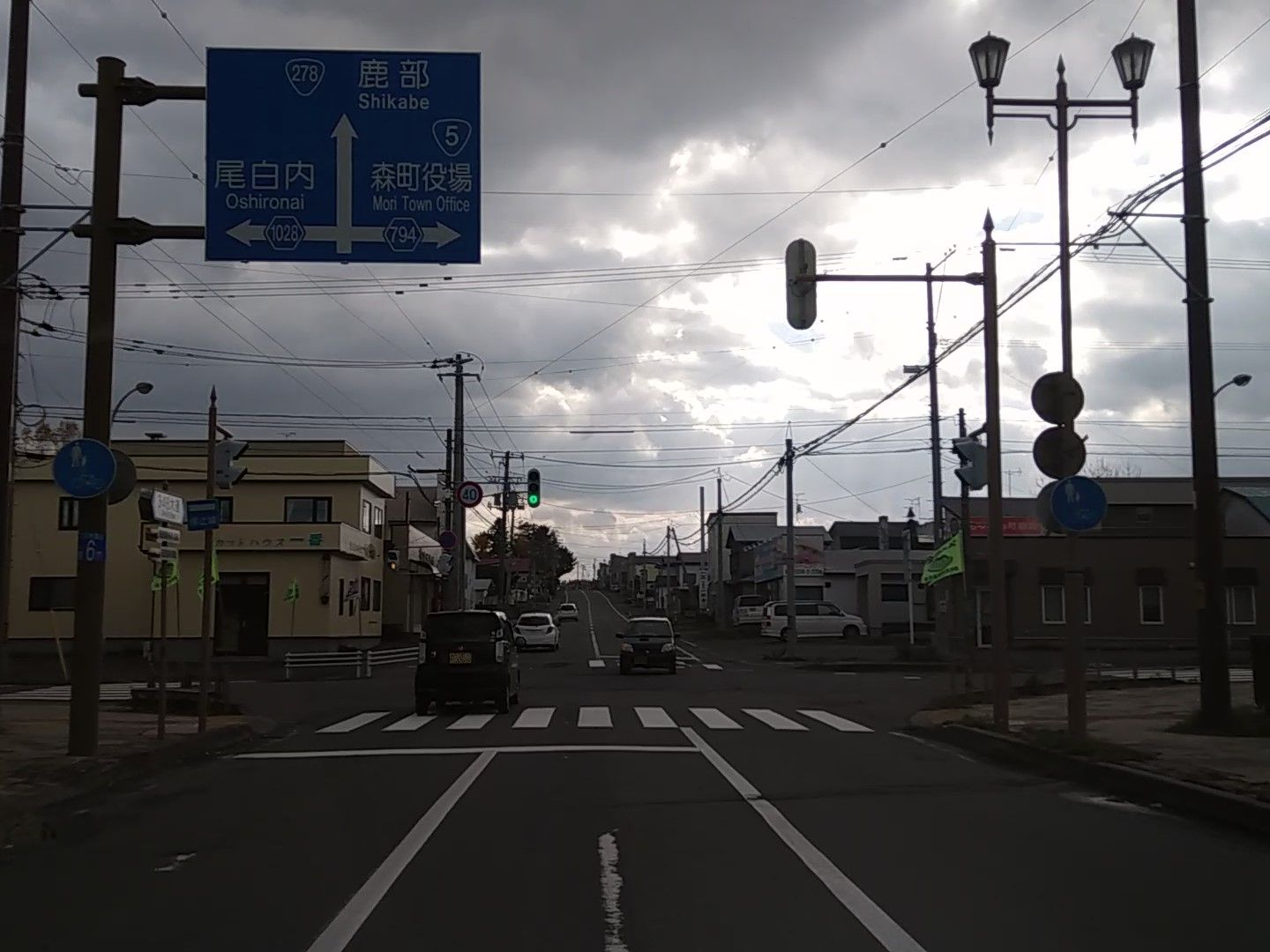
北海道道1028号森砂原線・北海道道794号森停車場線交点（森駅側から）